# Neolasioptera
Neolasioptera är ett släkte av tvåvingar. Neolasioptera ingår i familjen gallmyggor.

## Dottertaxa tillNeolasioptera, i alfabetisk ordning[1]
- Neolasioptera aeschynomensis
- Neolasioptera albipes
- Neolasioptera albitarsis
- Neolasioptera albolineata
- Neolasioptera allioniae
- Neolasioptera amaranthi
- Neolasioptera ambrosiae
- Neolasioptera angelicae
- Neolasioptera aphelandrae
- Neolasioptera apocyni
- Neolasioptera argentata
- Neolasioptera argentisquama
- Neolasioptera asclepiae
- Neolasioptera baccharicola
- Neolasioptera baezi
- Neolasioptera boehmeriae
- Neolasioptera borreriae
- Neolasioptera brevis
- Neolasioptera brickelliae
- Neolasioptera caleae
- Neolasioptera camarae
- Neolasioptera capsici
- Neolasioptera cassiae
- Neolasioptera caulicola
- Neolasioptera celastri
- Neolasioptera celtis
- Neolasioptera cestri
- Neolasioptera cimmaronensis
- Neolasioptera cinerea
- Neolasioptera cissampeli
- Neolasioptera clematicola
- Neolasioptera clematidis
- Neolasioptera combreti
- Neolasioptera compositarum
- Neolasioptera compostarum
- Neolasioptera convolvuli
- Neolasioptera cordiae
- Neolasioptera cornicola
- Neolasioptera crotalariae
- Neolasioptera cruttwellae
- Neolasioptera cuphae
- Neolasioptera cupheae
- Neolasioptera cusani
- Neolasioptera dentata
- Neolasioptera desmodii
- Neolasioptera diclipterae
- Neolasioptera diplaci
- Neolasioptera donamae
- Neolasioptera eregeroni
- Neolasioptera erigeroni
- Neolasioptera erigerontis
- Neolasioptera erythroxyli
- Neolasioptera eugeniae
- Neolasioptera eupatoriflorae
- Neolasioptera eupatorii
- Neolasioptera exeupatorii
- Neolasioptera exigua
- Neolasioptera fariae
- Neolasioptera farinosa
- Neolasioptera ferrata
- Neolasioptera flavomaculata
- Neolasioptera fontagrensis
- Neolasioptera fraxinifolia
- Neolasioptera frugivora
- Neolasioptera galeopsidis
- Neolasioptera grandis
- Neolasioptera hamamelidis
- Neolasioptera helianthi
- Neolasioptera heliocarpi
- Neolasioptera hibisci
- Neolasioptera hirsuta
- Neolasioptera hyptis
- Neolasioptera impatientifolia
- Neolasioptera incisa
- Neolasioptera indigoferae
- Neolasioptera ingae
- Neolasioptera iresinis
- Neolasioptera lantanae
- Neolasioptera lapalmae
- Neolasioptera lathami
- Neolasioptera linderae
- Neolasioptera lupini
- Neolasioptera lycopi
- Neolasioptera major
- Neolasioptera malvavisci
- Neolasioptera martelli
- Neolasioptera melantherae
- Neolasioptera menthae
- Neolasioptera merremiae
- Neolasioptera mimuli
- Neolasioptera mincae
- Neolasioptera mitchellae
- Neolasioptera monardi
- Neolasioptera neofusca
- Neolasioptera nodulosa
- Neolasioptera odontonemae
- Neolasioptera olivae
- Neolasioptera palmeri
- Neolasioptera palustris
- Neolasioptera parvula
- Neolasioptera perfoliata
- Neolasioptera phaseoli
- Neolasioptera pierrei
- Neolasioptera pseudocalymmae
- Neolasioptera punicei
- Neolasioptera quercina
- Neolasioptera ramuscula
- Neolasioptera riparia
- Neolasioptera rostrata
- Neolasioptera rudbeckiae
- Neolasioptera salvadorensis
- Neolasioptera salviae
- Neolasioptera samariae
- Neolasioptera senecionis
- Neolasioptera serrata
- Neolasioptera sidae
- Neolasioptera spinulae
- Neolasioptera tertia
- Neolasioptera thurstoni
- Neolasioptera tournefortiae
- Neolasioptera triadenii
- Neolasioptera tribulae
- Neolasioptera variipalpus
- Neolasioptera verbenae
- Neolasioptera verbesinae
- Neolasioptera vernoniae
- Neolasioptera vernoniensis
- Neolasioptera viburnicola
- Neolasioptera willistoni
- Neolasioptera vitinea